# Tremellales
Ordre
Les Tremellales sont un ordre de champignons de la classe des Tremellomycetes. 

## Taxons subordonnés
D'après la 10e édition du Dictionary of the Fungi (2007), cet ordre est constitué des familles suivantes :
- Carcinomycetaceae
- Cuniculitremaceae
- Hyaloriaceae
- Phragmoxenidiaceae
- Rhynchogastremataceae
- Sirobasidiaceae
- Tetragoniomycetaceae
- Tremellaceae
- Trichosporonaceae

L'ordre est aussi constitué de genres dont le placement taxinomique n'est pas encore déterminé :
- Derxomyces  F.Y. Bai & Q.M. Wang 2008
- Hannaella   F.Y. Bai & Q.M. Wang 2008
- Kwoniella   Statzell & Fell 2008
- Sigmogloea   Bandoni & J.C. Krug 2000
- Tremellina   Bandoni 1986
- Xenolachne   D.P. Rogers 1947